# PTT (Paint the Town)
«PTT (Paint the Town)» — пісня південнокорейського жіночого гурту Loona, випущена 28 червня 2021 року як головний сингл із їхнього четвертого мініальбому [&] лейблами Blockberry Creative і Universal Music Japan. Написаний Раяном С. Джуном, Sabzevari, Kordnejad і Youha, «PTT (Paint the Town)» — це денс-поп і хіп-хоп пісня, натхненна Боллівудом, із потужною швидкою перкусією, семплом екзотичного вокалу, агресивним дабстеповим звучанням і басом 808.

## Історія
1 червня 2021 року Blockberry Creative оголосили, що Loona повернеться в тому ж місяці зі своїм четвертим мініальбомом [&]. 10 червня було опубліковано трек-лист альбому, а «PTT (Paint the Town)» було оголошено головним синглом. Учасниця Джінсоль розповіла, що пісня натхнена музикою Боллівуду. 27 червня Blockberry оприлюднив своє партнерство з Universal Music Japan і оголосив, що японську версію пісні буде випущено для просування в Японії.

## Композиція і текст
«PTT (Paint the Town)» — це танцювальна, хіп-хоп та EDM пісня, натхненна Боллівудською музикою, яку описують як найбільш «напружену» та «вибухову» серед пісень, які випустила група. Сингл починається зі швидкої перкусії та семплу екзотичного вокалу. Посеред сильної перкусії та чоловічого вокалу додається агресивне дабстепове звучання та бас 808. Після цього гіпнотична індійська флейта та величезний хор поєднуються, щоб створити чудову та величну атмосферу Боллівуду. Пісня написана в тональності ля-бемоль мажор і має темп 124 удари на хвилину.
Щодо тексту, пісня передає прагнення «розфарбувати місто» власними фарбами, самоствердившись, не потрапляючи в пастку табу та не звертаючи уваги на інших. Спочатку учасниці пробуджують сплячу суб'єктивність, кажучи: «Наша місія почалася / Тут ніхто не може мене зупинити». Пісня зображує новий світогляд учасниць і містить прагнення «розфарбувати місто» власними кольорами, що є метафорою на самоствердження та самовідновлення. Учасники назвали пісню продовженням двох попередніх синглів «So What» (2020) і «Why Not?» (2020), додавши, що «Why Not?» про очікування на когось, тоді як «Paint The Town» символізує період, коли більше не потрібно чекати нікого.

## Критика
«PTT (Paint the Town)» отримала неоднозначні відгуки музичних критиків. Рубі Сі з NME назвала пісню невтішною, сказавши, що вона блідне в порівнянні з попередніми синглами групи, але привітала південноазіатський вплив на пісню. Вона зауважила, що ця пісня не є «найінтенсивнішою та вибуховою» у групі, як стверджував їхній лейбл, назвавши її помітно скромнішою, ніж інший сингл «So What». Кім Сонйоп із IZM сказав, що жанрові характеристики пісні розмивають індивідуальність групи, але назвав її загалом приємною для прослуховування. Він порівняв пісню з роботами (G)I-dle, Everglow та Blackpink і зауважив, що звучання пісні дуже відрізняється від того, з якого група починала, додавши, що таким чином учасниці намагаються знайти «колір» Loona за допомогою різних спроб, а сіють неоднозначність.
NME поставив пісню на 23 місце у списку найкращих пісень Loona. Рецензент прокоментував, що «багато чого відбувається найкращим чином». Він назвав пісню унікальним південноазіатським спіном, який не схожий ні на що інше в K-pop індустрії.

## Комерційний успіх
Пісня дебютувала на дев'ятому місці в американському чарті World Digital Song Sales, ставши шостим хітом Loona у десятці лідерів та першим входом у чарт більш ніж за рік після «So What», пізніше, у квітні 2022 року, «PTT (Paint the Town)» піднялася на шосте місце. Сингл дебютував під номером 134 у Gaon Digital Chart, ставши першим записом групи у головному південнокорейському чарті синглів. Пісня також посіла 19 місце в Gaon Downloads Chart, це найкращий результат Loona у цьому чарті.
Після виконання пісні групою на шоу Queendom 2 вона знову увійшла до чарту World Digital Song Sales під шостим номером.

## Музичне відео
Музичне відео на «PTT (Paint the Town)» було знято Digipedi. У відео учасниці групи перебувають у місці, що нагадує храм. На задньому плані в полі, де заходить сонце, видно людину, яка тримає спис. Гурт також виконує хореографію на елегантному фоні. У відео учасниця Хьонджін зображена в екзотичному образі з унікальним головним убором, схожим на традиційні південноазіатські прикраси — маанг тікка та матха патті. Ці ювелірні вироби традиційно мають значну цінність для індійців. Реакція користувачів мережі була неоднозначною. У той час як одні назвали це нібито «образливим», інші підтримали дівчат і сказали, що їхній натхненний вигляд слід вважати культурною оцінкою, а не так званим «культурним присвоєнням».
Станом на квітень 2024 року музичне відео «PTT (Paint the Town)» має 72 мільйони переглядів на YouTube.

## Нагороди
Loona здобули свою першу перемогу з цією піснею 6 липня на The Show, вигравши проти «Chi Mat Ba Ram» Brave Girls і «Free Pass» Drippin.
| Програма           | Дата         | Прим.  |
| ------------------ | ------------ | ------ |
| The Show (SBS MTV) | 6 липня 2021 | [ 18 ] |

## Чарти
| Чарт (2021)                              | Пікова позиція |
| ---------------------------------------- | -------------- |
| Південна Корея (Gaon)                    | 134            |
| США World Digital Song Sales (Billboard) | 6              |

## Історія виходу
| Регіон | Дата           | Версія      | Формат                        | Дистриб'ютор          |
| ------ | -------------- | ----------- | ----------------------------- | --------------------- |
| Різні  | 28 червня 2021 | Оригінальна | Цифрове завантаження стримінг | Blockberry Creative   |
| Японія | 28 червня 2021 | Японська    | Цифрове завантаження стримінг | Universal Music Japan |